# Пол Гобл
Пол А. Гобл (англ. Paul A. Goble; нар. 13 січня 1949) — американський аналітик, письменник і оглядач з досвідом роботи в Росії. Отримав кваліфікацію в Університеті Маямі (Б. А., 1970) та Чиказький університет (M.A., 1973), він є редактором чотирьох томів з етнічних питань Радянського Союзу і опублікував понад 150 статей з питань етнічності та національності. Гобл служив спеціальним радником з питань радянських національностей та прибалтійських справ державного секретаря Джеймса Бейкера. В даний час він викладає курс «Іслам і геополітика в Євразії» як ад'юнкт-професор Інституту світової політики.
Один із спікерів Форуму Вільних Держав Постросії

## Кар'єра
- Директор з наукових досліджень та публікацій Азербайджанської Дипломатичної Академії
- Тартуський університет (Естонія), колишній професор
- Міжнародне бюро мовлення, спеціальний радник директора
- Голос Америки, старший радник директора
- Радіо Вільна Європа / Радіо «Свобода», помічник директора з питань мовлення та директор з комунікацій
- Старший юрист, Фонд Карнеґі за міжнародний мир
- Спеціальний радник з проблем радянської національності, Державний департамент США
- Заступник директора департаменту досліджень «Радіо Свобода»
- Аналітик з радянських національностей, Бюро розвідки та досліджень державного департаменту, Центральне розвідувальне управління.
- Ад'юнкт-професор Інституту світової політики, викладач курсу «Іслам і геополітика в Євразії».
- В даний час є оглядач Євромайдан Прес

## Автор праць
- Книга The Situation in Russia: October 1993: Briefing of the Commission on Security and Cooperation in Europe, United States Congress, 1993 (with Ariel Cohen)
- Стаття «Russia and Its Neighbors», Foreign Policy, No. 90 (Spring, 1993), Carnegie Endowment for International Peace
- Стаття «Forget the Soviet Union», Foreign Policy, No. 86 (Spring, 1992), Carnegie Endowment for International Peace
- Стаття «Chechnya and Its Consequences», Post-Soviet Affairs, 1995
- Стаття «Russia as a Failed State: Difficulties and Foreign Challenges», Baltic Defense Review, 2004

## Нагороди та відзнаки
- Орден Хреста земля Марії, Естонія
- Орден трьох зірок, Латвія
- Орден Великого князя Литовського Гедиміна, Литва